# The Struggle (film 1921)
The Struggle è un film muto del 1921 diretto da Otto Lederer, che aveva come protagonista Franklyn Farnum, popolare cowboy del cinema dell'epoca. Di genere western, il film fu prodotto da William Nicholas Selig per la Canyon Pictures Corporation. La sceneggiatura si basa su una storia di William E. Wing.

## Trama
Dopo avere vissuto quattro anni all'estero e avere lasciato l'esercito, Dick Storm parte per il West. Lì, incrocia il suo cammino con quello di un vagabondo che lo invita a unirsi insieme a lui a una banda di fuorilegge. Appena fuori dall'accampamento dei banditi, incontra una ragazza che cambierà la sua vita.

## Produzione
Il film fu prodotto dalla Canyon Pictures Corporation e dalla William N. Selig Productions.

## Distribuzione
Il copyright del film, richiesto dalla William N. Selig Productions, fu registrato il 28 dicembre 1920 con il numero LP15971.
Distribuito dalla Aywon Film, uscì nelle sale statunitensi nel maggio 1921.
Non si conoscono copie ancora esistenti della pellicola che viene considerata presumibilmente perduta.